# Japalura sagittifera
Japalura sagittifera — вид ігуаноподібних ящірок родини агамових (Agamidae). Мешкає в Гімалаях.

## Поширення і екологія
Japalura sagittifera мешкають на півночі штаті Качин в М'янмі, а також спостерігалися в заповіднику Мехао в індійському штаті Аруначал-Прадеш та на півдні Тибету. Вони живуть в гірських тропічних лісах та в чагарникових заростях. Зустрічаються на висоті від 1166 до 1450 м над рівнем моря.